# Oncidium hastatum
Oncidium hastatum är en orkidéart som först beskrevs av James Bateman, och fick sitt nu gällande namn av John Lindley. Oncidium hastatum ingår i släktet Oncidium och familjen orkidéer. Inga underarter finns listade i Catalogue of Life.